# Satoshi Kirishima
Satoshi Kirishima, né le 9 janvier 1954 et mort le 29 janvier 2024, est un terroriste anarchiste japonais, membre du Front armé anti-japonais d'Asie de l'Est. Il participe à l'attentat de 1974 contre Mitsubishi Heavy Industries qui tue huit personnes.
Kirishima se cache de la police japonaise à partir de 1975. Il révèle son identité en janvier 2024 dans un hôpital de Kanagawa, déclarant qu'il veut passer les derniers jours de sa vie sous son vrai nom. Il est révélé qu'il vivait sous le pseudonyme de « Hiroshi Uchida » à Fujisawa et qu'il est mort trois jours plus tard à Kamakura.
Kirishima était considéré comme l'un des criminels les plus recherchés du Japon pendant longtemps. Sa photo, souvent parodiée, était bien connue dans tout le Japon.

## Vie et fuite
Kirishima naît à Kannabe-cho, dans le district de Fukuyasu, préfecture d'Hiroshima, le 9 janvier 1954. En avril 1974, il commence ses études à la Faculté de droit de l'université Meiji Gakuin à Tokyo, où il rencontre des membres de la Cellule Scorpion du Front armé anti-japonais d'Asie de l'Est. En tant que membre de la Cellule Scorpion, il participe à une série d'attentats à la bombe contre des sociétés japonaises, dont l'attentat à la bombe de 1974 contre Mitsubishi Heavy Industries.
En avril 1975, Kirishima est mis sur une liste de recherche nationale et fuit après avoir aidé à poser une bombe qui fait exploser une partie d'un bâtiment dans le quartier de Ginza à Tokyo. Personne n'est tué dans l'attentat. Le jour suivant, Kirishima retire de l'argent à une banque à Shibuya. Le 31 mai, il téléphone à sa famille à Hiroshima, révélant à son père qu'il se trouve à Okayama avec deux femmes et qu'il envisage de s'échapper à l'étranger. C'est la dernière fois que Kirishima contacte des amis, de la famille ou des connaissances.

## Découverte et décès
Le 25 janvier 2024, la police japonaise déclare avoir pris en charge un homme qui prétend être Kirishima depuis un hôpital de la préfecture de Kanagawa. Au moment de son arrestation, Kirishima est toujours l'un des hommes les plus recherchés du Japon, avec son avis de recherche placardé partout dans le pays. L'homme qui prétend être Kirishima s'est enregistré sous son pseudonyme à l'hôpital pour suivre un traitement contre un cancer en phase terminale et, alors qu'il suit une thérapie, déclare au personnel de l'hôpital qu'il est le fugitif Satoshi Kirishima et qu'il a fait cette confession car il pense mourir bientôt et veut vivre le reste de sa vie sous son vrai nom.
Après que l'homme a fait cette déclaration, la police est appelée et il est arrêté. Un test ADN est effectué sur l'homme pour tenter de confirmer s'il est vraiment Kirishima ou si la confession est fausse. Le Kirishima autoproclamé est placé en garde à vue par la police métropolitaine de Tokyo. Il donne aux enquêteurs quelques détails sur l'attaque. Le 29 janvier 2024, l'homme qui prétend être Kirishima décède du cancer qui l'a conduit à l'hôpital. Les résultats du test ADN confirmatoire ne sont pas disponibles au moment de sa mort, mais indiqueront plus tard que le défunt est probablement Kirishima, ce qui est confirmé après des tests comparatifs avec ses proches.